# The Blackout (groupe)
Pour les articles homonymes, voir Blackout.
The Blackout est un groupe de post-hardcore et hard rock britannique, originaire de Merthyr Tydfil, dans le Pays de Galles. Après quelques concerts avec Lostprophets à leur Liberation Transmission Tour, et Dopamine, Covergirl, Kids in Glass Houses, The Guns et Men, Women and Children, ils publient leur EP The Blackout! The Blackout! The Blackout!. 
En octobre 2007, le groupe publie son premier album, We Are the Dynamite. Leur deuxième album, The Best in Town, est publié le 25 mai 2009 en Europe et le 23 juin 2009 aux États-Unis chez Epitaph Records. Leur troisième album, Hope, est publié le 4 avril 2011, et leur quatrième album, Start the Party, est publié le 21 janvier 2013. Le dernier album des Blackout est un EP cinq titres intitulé Wolves, et leur tournée d'adieu s'effectue en 2015.

## Biographie

### Débuts (2003–2006)
Le groupe est formé en 2003 « pour faire passer le temps » à l'origine sous le nom de Ten Minute Preview ; cependant, ils décident de se rebaptiser The Blackout, d'après un t-shirt dirant I survived the blackout (j'ai survécu à la panne) en référence à la panne de courant new-yorkaise de 1977. Ayant joué avec leurs pairs tels que Funeral for a Friend, Kids in Glass Houses, The Automatic, Lostprophets, Reuben, Fightstar, et autres, The Blackout publie son EP The Blackout! The Blackout! The Blackout! le 23 octobre 2006 au label Fierce Panda Records, une sortie qui mènera le magazine Kerrang! à nommer Blackout « meilleur nouveau groupe britannique ».Vers fin novembre et décembre 2006, The Blackout accompagne Lostprophets à leur tournée britannique avec Bring Me the Horizon. The Blackout est noté pour son attirance comique pour Noël.

### We Are the Dynamite(2007–2008)
Un an après, The Blackout publie son premier album studio, We Are the Dynamite, le 1er octobre 2007 chez Fierce Panda Records. Le premier single s'intitule The Beijing Cocktail et est publié le 24 septembre 2007. We Are the Dynamite est l'album le mieux vendu chez Fierce Panda. En parallèle à leur premier album, ils annoncent une tournée de 14 dates en tête d'affiche avec Flood of Red et Pierce the Veil, puis leur participation au Taste of Chaos Tour en Europe en novembre 2007, remplaçant Escape the Fate et jouant avec The Used, Rise Against, Aiden et Gallows.
Le deuxième single de l'album We Are the Dynamite s'intitule It's High Tide Baby!. Après quelques concerts en Europe, avril 2008 assiste à la première tournée américaine des Blackout avec blessthefall, qui se terminera au Bamboozle Festival dans le New Jersey. En mai, le groupe joue au festival Give It a Name pour la seconde fois, cette fois avec Silverstein, Billy Talent et Glassjaw. Ils s'associent également avec The Fuel Girls. The Blackout tourne aussi avec Story of the Year à leur tournée The Black Swan avec un passage au Slam Dunk Festival à Leeds. Le 8 septembre, ils jouent pour la première fois au Japon pour quatre dates avec Alesana. De retour du Japon, The Blackout revient tourner en Europe avec Attack! Attack!, puis au Royaume-Uni avec The Medic Droid, We Are the Ocean et From First to Last.

### The Best in Town(2009)

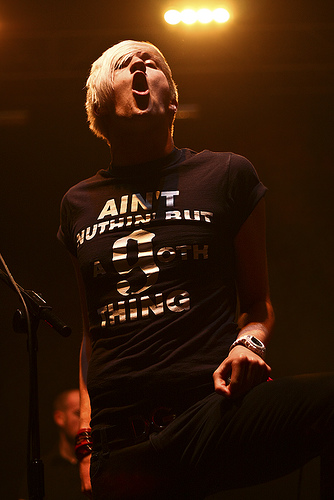
Sean Smith, sur scène à Londres, Royaume-Uni, en 2009.

En 2008, le groupe se sépare de son label Fierce Panda, et tente de publier deux singles issus de We Are the Dynamite et I Love Myself and I Wanna Live, ce dernier qui mènera le groupe à signer chez Epitaph Records en février 2009. Après la fin de leur tournée en 2008, le groupe enregistre un deuxième album, The Best in Town avec le chanteur du groupe A, Jason Perry, au Sonic Ranch, El Paso, au Texas. Le reste des parties vocales sont terminées au Southend on Sea  en début janvier. En mars 2009, le groupe part à Los Angeles pour film un clip du single issu de The Best in Town, Children of the Night et de leur second single, Saves Our Selves. Le premier single de The Best in Town, Children of the Night, est publié le 18 mai. En soutien à l'album, le groupe tourne avec The Urgency, Hollywood Undead et Silverstein, avant de jouer au Download Festival. Ils joueront au Hevy Music Festival le 1er août 2009 et au Butserfest le 12 septembre avec Go:Audio, We Are the Ocean et Attack! Attack!.
En janvier et février 2010, le groupe joue au Kerrang! Relentless Energy Drink Tour avec My Passion, Young Guns et All Time Low. En juin 2010, le groupe est confirmé en soutien à Paramore à leur concert à Belfast, en Irlande du Nord. Le groupe tourne aussi en Europe avec Limp Bizkit, leur idole, en automne 2010.

### Hope(2011–2012)
Le 28 septembre 2010, Sean Smith annonce l'entrée du groupe en studio pour un troisième album. Ils terminent l'écriture le 10 novembre 2010. Le 12 janvier 2011, Kerrang! annonce le titre de leur troisième album, Hope. The Blackout joue en soutien à My Chemical Romance à leur World Contamination Tour avec LostAlone en février 2011. Le 1er mars 2011, The Blackout publie la vidéo de Higher and Higher. Le 21 mars 2011, The Blackout est annoncé au Reading and Leeds Festivals. Le 30 mars 2011, The Blackout joue en soutien à l'album Hope album avec Hyro Da Hero et The Swellers. Ils jouent plus tard avec We Are the Ocean, à Canterbury au Red Bull Bedroom Jam 2011.
Le 20 janvier 2012, The Blackout est annoncé au Kerrang! avec New Found Glory en février. Le groupe entre en studio avec Jason Perry en mai 2012 pour enregistrer un quatrième album.En juillet 2012, The Blackout jouent avec Blink-182 pendant quatre dates à leur tournée spéciale 20e anniversaire.

### Start the Party(2012–2014)
Le 24 août 2012, The Blackout joue Start the Party, premier single de l'album homonyme, à Stoke-on-Trent au Reading Festival. Le 17 septembre 2012, leur première chanson Start the Party est jouée à l'émission radio de Zane Lowe sur la BBC Radio 1. En août 2014, le groupe tourne au Royaume-Uni en novembre avec Chiodos et When We Were Wolves.

### Séparation (2014)
En décembre 2014, le groupe annonce sa séparation et une tournée d'adieu jusqu'à mars 2015.

## Membres
- Gavin Butler – chant (2003–2015)
- Sean Smith – chant (2003–2015)
- James « Bob » Davies – guitare, chœurs (2003–2015)
- Matthew Davies – guitare, chœurs (2003–2015)
- Rhys Lewis – basse (2003–2015)
- Gareth « Snoz » Lawrence – batterie, chœurs (2003–2015)

## Discographie
- 2004 : Pull No Punches (EP)
- 2006 : The Blackout! The Blackout! The Blackout!
- 2007 : We Are the Dynamite!
- 2009 : The Best in Town
- 2011 : Hope